# Berit Digre
Berit Digre   (Trondheim, 3 d'abril de 1967), de casada Nord, és una exjugadora d'handbol noruega que va competir durant la dècada de 1980.
El 1988 va prendre part en els Jocs Olímpics de Seül, on guanyà la medalla de plata en la competició d'handbol. Jugà un total de 46 partits amb la selecció nacional en què marcà 25 gols.
A nivell de clubs jugà al Sjetne IL.